# 세종 트리쉐이드 리젠시
세종 트리쉐이드 리젠시(영어: SEJONG Treeshade Regency)는 대한민국 세종특별자치시 어진동 행정중심복합도시에 위치한 아파트 단지다.

## 같이 보기
- 세종특별자치시의 마천루 목록